# Базилевич, Анатолий Дмитриевич
Анатолий Дмитриевич Базилевич (укр. Базилевич Анатолій Дмитрович; 7 июня 1926, Жмеринка, Винницкий округ — 30 июня 2005, Киев) — украинский художник. Заслуженный деятель искусств Украинской ССР (1969). Народный художник Украины (1993).

## Биография
Родился 7 июня 1926 года в городе Жмеринка (ныне Винницкая область, Украина) в семье инженера. Начал рисовать с детства. В 1933 году переехал с родителями в Мариуполь, там посещал художественный кружок при металлургическом заводе. 
Во время захвата Мариуполя войсками нацистской Германии семью Базилевича принудительно вывезли на работу в Германию. Отец умер от ранений полученных во время бомбардировки. Мать смогла вернуться в Мариуполь с сыном.
В 1947 году Анатолий поступил в Харьковский художественный институт. Его учителями были такие советские художники, как Григорий Бондаренко, Иосиф Дайц, Адольф Страхов. Дипломной работой Базилевича были иллюстрации к «Буковинской повести» Игоря Муратова. Первая книга, оформленная им, — «Басни» Геннадия Брежнёва — вышла в свет в 1951 году в Харьковском книжно-газетном издательстве.  В следующем году появились его иллюстрации к «Басням» Ивана Крылова, выпущенные в киевском издательстве «Молодь» («Молодёжь»).
По окончании института в 1953 году художник получил направление в Киев. Сотрудничал с издательствами «Молодь», «Радуга», «Днепр», «Искусство», «Советский писатель», «Советская школа», «Знамя» (Харьков).
С 1956 года принимал участие во всесоюзных, республиканских и международных выставках. Персональные выставки проходили в Киеве в 1961 и 1996 годах. В 1956 году Базилевича приняли в Союз художников УССР.
Скончался 30 июня 2005 года. Похоронен в Киеве на Байковом кладбище.

## Иллюстрации к «Энеиде» Котляревского
Анатолий Базилевич работал над иллюстрациями к «Энеиде» Ивана Котляревского десять лет, постоянно что-то меняя и добавляя новое. Выразительный, сочный и гибкий рисунок был обогащён небольшим количеством локальных цветов и такими прочными характеристиками персонажей, что отдельные иллюстрации выглядят, как станковые картины. Проникновение в сущность литературного текста было таким всесторонним, что иллюстрации его работы трудно оторвать от сюжета и книги. Они стали явлением украинской печатной графики.
За иллюстрации к «Энеиде» Ивана Котляревского издательства «Дніпро» (Киев, 1968 год) получил звание «Заслуженный деятель искусств Украинской ССР».

## Семья
Сын — Алексей Анатольевич Базилевич (укр. Олексій Анатолійович Базилевич; р. 6 февраля 1956, Киев), украинский художник-график, иллюстратор.

## Награды
- Медаль «За трудовое отличие» (24.11.1960)
- Народный художник Украины (19.08.1993).
- Заслуженный деятель искусств Украинской ССР (1969).
- Всеукраинская премия «Визнання» («Признание»), в номинации «Изобразительное и декоративно-прикладное искусство» (2001).

## Память
В мае 2023 года переулок Червонозаводский в Святошинском районе Киева был переименован в честь Анатолия Базилевича.